# Ингот
Ингот је комад метала који се добије изливањем у неки облик, најчешће кратке и дебеле шипке или блока, пре даље обраде. Овај израз се често користи за комад сировог гвожђа одливен у песку или кокили (до 1000 kg) који се даље прерађује у челик.

## Својства
Материјал од кога се прави ингот је најчешће гвожђе, али и племенити метали, односно злато и сребро. Изливају се у облик погодан за транспорт, али и даљу обраду, као што су траке, плоче и листови. Маса им се креће од неколико килограма до преко 500 тона.

## Историја
У центрима бронзаног доба, као што су Микена и краљевске палате на Криту, пронађени су инготи од бакра, у облику јастука и тешки и до 32 kg. Порекло ових ингота је или са Блиског истока (градова као што су Угарит и Милет) или из рудника са Кипра.